# Synagoga Paradesi w Koczinie

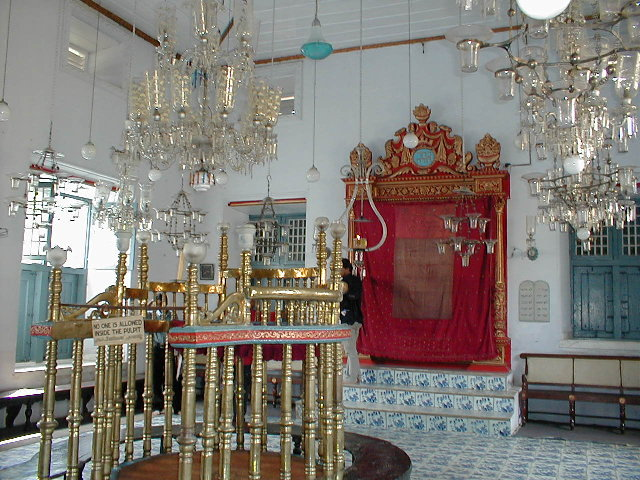
Wnętrze Synagogi Paradesi

Synagoga Paradesi – najstarsza synagoga we Wspólnocie Narodów, znajdująca się w Koczinie, w Kerali, w Indiach południowych. Została wybudowana w 1568 roku przez Żydów Koczińskich.
Podłoga synagogi wykonana z ręcznie malowanej chińskiej ceramiki. Wnętrze oświetlane żyrandolami wykonanymi z belgijskiego szkła.